# Europese servicemodule
De European Service Module (ESM) is de servicemodule-component van het Orion-ruimtevaartuig en dient als primaire energie- en voortstuwingscomponent totdat deze aan het einde van elke missie wordt afgestoten. 
In januari 2013 kondigde NASA aan dat het Europees Ruimtevaartagenschap (ESA) de servicemodule voor Artemis 1 zou bijdragen, gebaseerd op ESA's Automated Transfer Vehicle (ATV). De module werd eind 2018 door Airbus Defence and Space in Bremen aan NASA geleverd. Na goedkeuring van deze eerste module zal ESA ook de ESM's van Artemis 2 tot Artemis 6 leveren.
De eerste vlucht van de module was Artemis 1, de eerste grote mijlpaal in NASA's Artemis-programma om mensen terug te brengen naar de maan, op 16 november 2022. Het Space Launch System lanceerde Orion naar de maan, waar de ESM het ruimtevaartuig in een verre retrograde baan rond de maan plaatste en het vervolgens uit die baan haalde en terugstuurde naar de aarde.
De servicemodule ondersteunt de bemanningsmodule vanaf de lancering tot en met de loskoppeling voordat de bemanningsmodule weer afdaalt in de aardse atmosfeer. Het biedt voortstuwingsmogelijkheden in de ruimte voor "orbital transfer", "attitude control" en "high altitude ascent aborts". Het levert het water en de zuurstof die nodig zijn voor een leefbare omgeving, wekt elektrische energie op en slaat deze op, en handhaaft de temperatuur van de systemen en componenten van het voertuig.

## Geschiedenis

### Origineel ontwerp

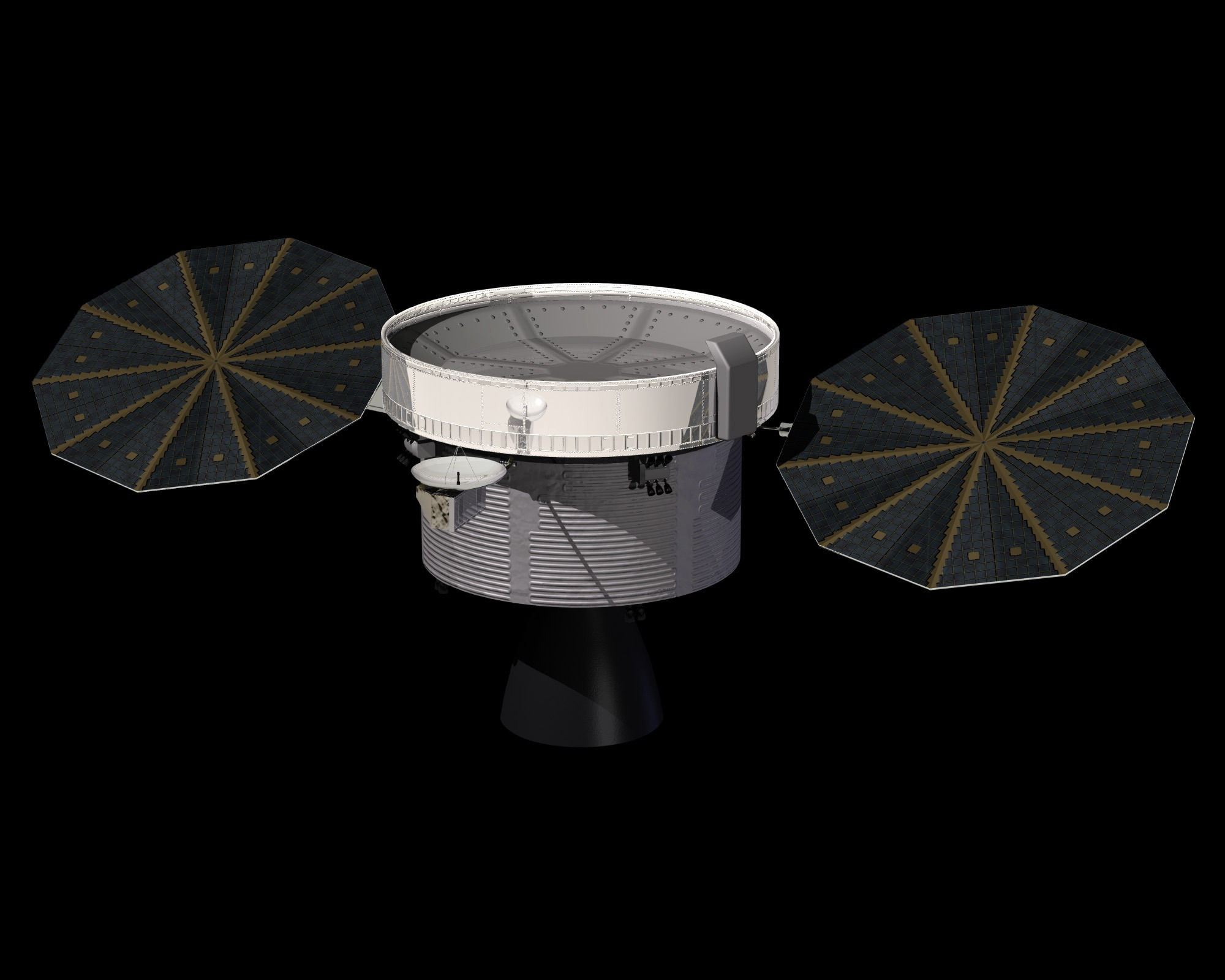
Pre-ATV-ontwerp van de servicemodule

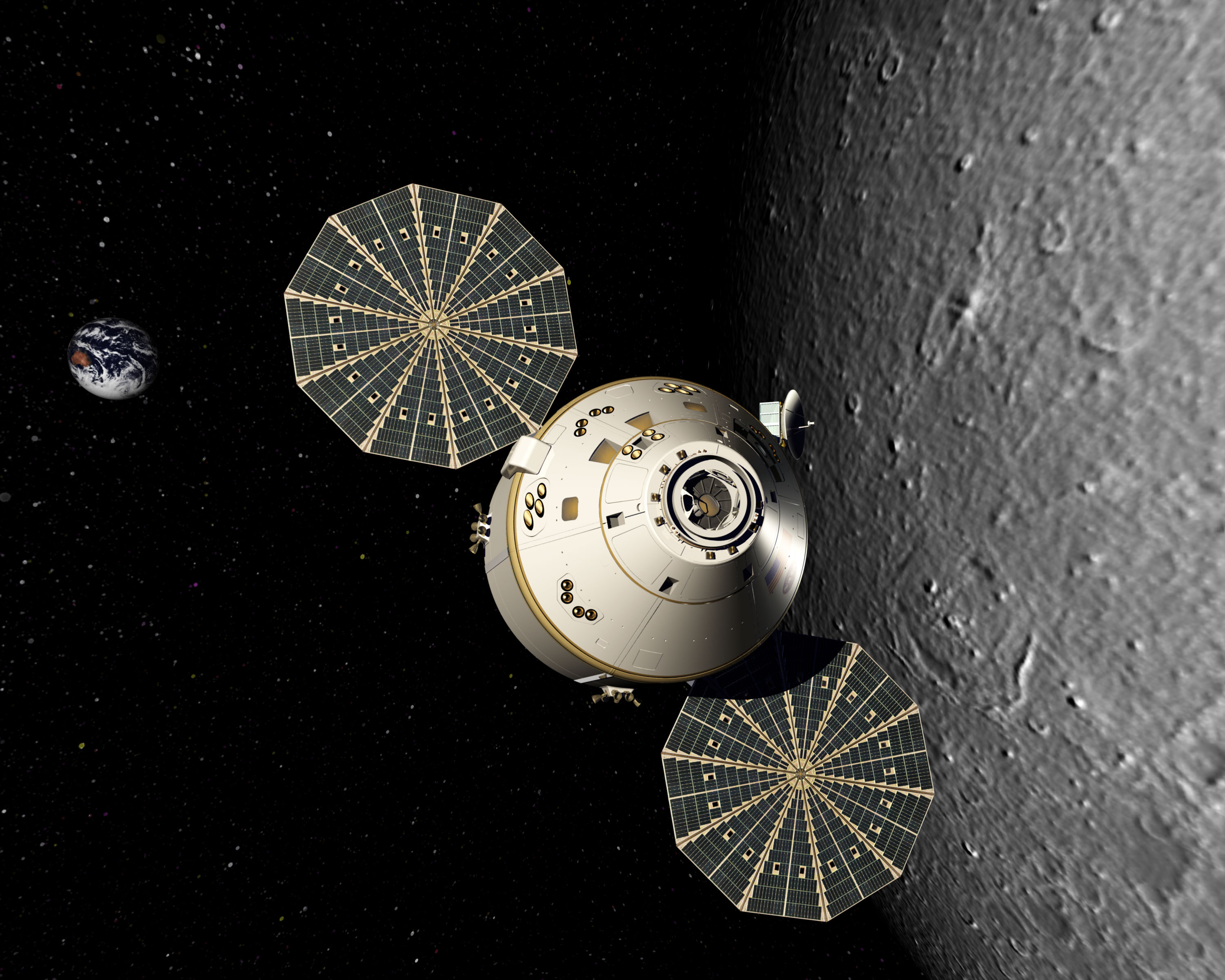
Artist's conceptie van het Orion-ruimtevaartuig in een baan om de maan met tienhoekige zonnepanelen

De originele, door Amerikanen ontworpen Orion-servicemodule was ruwweg cilindrisch van vorm en zou, net als de bemanningsmodule, zijn gemaakt van een aluminium-lithiumlegering (om het gewicht laag te houden) en een paar uitplooibare tienhoekige zonnepanelen hebben gehad, vergelijkbaar in ontwerp naar de panelen die worden gebruikt op de Mars Phoenix-lander. Het zou de eerste keer zijn dat een Amerikaans bemand ruimtevaartuig deze panelen gebruikte (met uitzondering van een periode van 10 jaar, heeft het Sovjet/Russische Sojoez-ruimtevaartuig ze gebruikt sinds de eerste missie in 1967) en ze zouden het mogelijk moeten maken om zonder faalgevoelige brandstofcellen en de bijbehorende hardware (voornamelijk LH2-tanks) te kunnen werken in de servicemodule, wat resulteert in een korter, maar beter manoeuvreerbaar ruimtevaartuig. De eerste succesvolle tests van een Orion-zonnepaneelontwerp met behulp van volledige "UltraFlex wing"-hardware gebeurden in oktober 2008.
De Orion Main Engine (OME) was onder druk gevoede, regeneratief gekoelde bi-stuwstof-raketmotor met 33-kilonewton stuwkracht, gemaakt door Aerojet. De OME was een versie met verbeterde prestaties van de 27 kilonewton-stuwraketmotor gebruikt door de Space Shuttle voor zijn Orbital Maneuvering System (OMS). Het SM Reaction Control System (RCS), de manoeuvreerstuwraketten van het ruimtevaartuig (oorspronkelijk gebaseerd op het Apollo "quad"-systeem, maar meer gelijkend op dat van Gemini), zou ook onder druk worden gevoed en dezelfde drijfgassen gebruiken. NASA geloofde dat de SM RCS zou kunnen dienen als back-up voor een trans-Earth Injection (TEI)-ontsteking voor het geval de SM-hoofdmotor uitvalt.
Een paar LOX-tanks (vergelijkbaar met die gebruikt in de Apollo-servicemodule) zouden, samen met kleine tanks met stikstof, de bemanning voorzien van ademlucht op zeeniveau- of "kruishoogte"-druk (1 of 0,7 atmosfeer), met een kleine "surge tank" die de nodige levensondersteuning biedt tijdens terugkeer en landing. Cartridges met lithiumhydroxide (LiOH) zouden het klimaatsysteem van het ruimtevaartuig recyclen door de kooldioxide (CO2) die door de astronauten werd uitgeademd uit de cabinelucht te "schrobben" en verse zuurstof en stikstof toe te voegen, die vervolgens weer in de systeemlus zouden worden gecirculeerd. 
Vanwege de overstap van brandstofcellen naar zonnepanelen zou de servicemodule een watertank aan boord hebben om de bemanning van drinkwater te voorzien, en (indien gemengd met glycol) koelwater voor de elektronica van het ruimtevaartuig. In tegenstelling tot de gewoonte tijdens Apollo om tijdens de vlucht zowel water als urine overboord te dumpen, zou de Orion een recyclingsysteem aan boord hebben, identiek aan dat van het internationale ruimtestation ISS, om zowel afvalwater als urine om te zetten in drink- en koelwater.
De servicemodule vervoerde ook het afvalwarmtebeheersysteem van het ruimtevaartuig (de radiatoren) en de eerder genoemde zonnepanelen. Deze panelen zouden, samen met back-upbatterijen in de Orion CM, tijdens de vlucht stroom leveren aan de scheepssystemen. De spanning, 28 volt gelijkstroom, was vergelijkbaar met die van het Apollo-ruimtevaartuig tijdens de vlucht.
De Orion-servicemodule zou worden ingekapseld door glasvezelomhulsels die tegelijkertijd met de LES/Boost-beschermhoes overboord werden gegooid, wat ongeveer 2,5 minuten na lancering zou plaatsvinden (30 seconden nadat de eerste trap van de vaste raket was afgestoten). 
Voorafgaand aan het "Orion 606"-herontwerp leek de Orion SM op een gedrongen, vergrote versie van de Apollo-servicemodule. Het "Orion 606" SM-ontwerp behield de 5 meter breedte voor de bevestigingen van de Orion M met de Orion CM, maar maakte gebruik van een Sojoez-achtig servicemodule-ontwerp om Lockheed Martin in staat te stellen het voertuig lichter te maken en de tienhoekige zonnepanelen op de middelpunten van de module te bevestigen in plaats van aan de basis bij de ruimtevaartuig/raketadapter, waardoor de panelen gevoelig zouden zijn geweest voor schade.
In dit ontwerp zou de Orion-servicemodule (SM) een cilindrische vorm hebben met een diameter van 5 meter en een totale lengte (inclusief stuwmotor) van 4,78 meter. De geprojecteerde lege massa was 3600 kilo; de brandstofcapaciteit bedroeg 8200 kilo.

### ATV-gebaseerde module

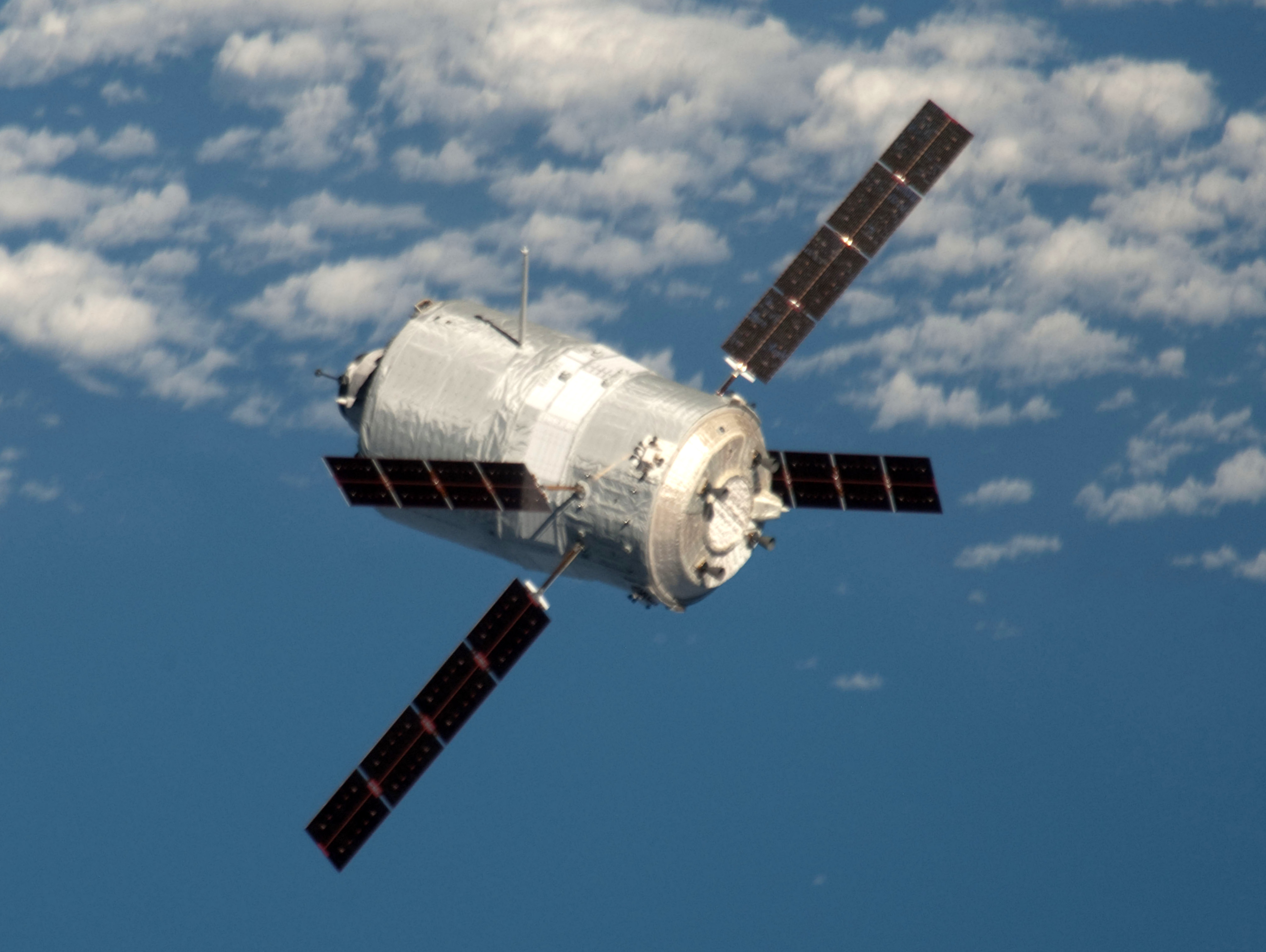
Edoardo Amaldi ATV nadert het internationale ruimtestation ISS in 2012

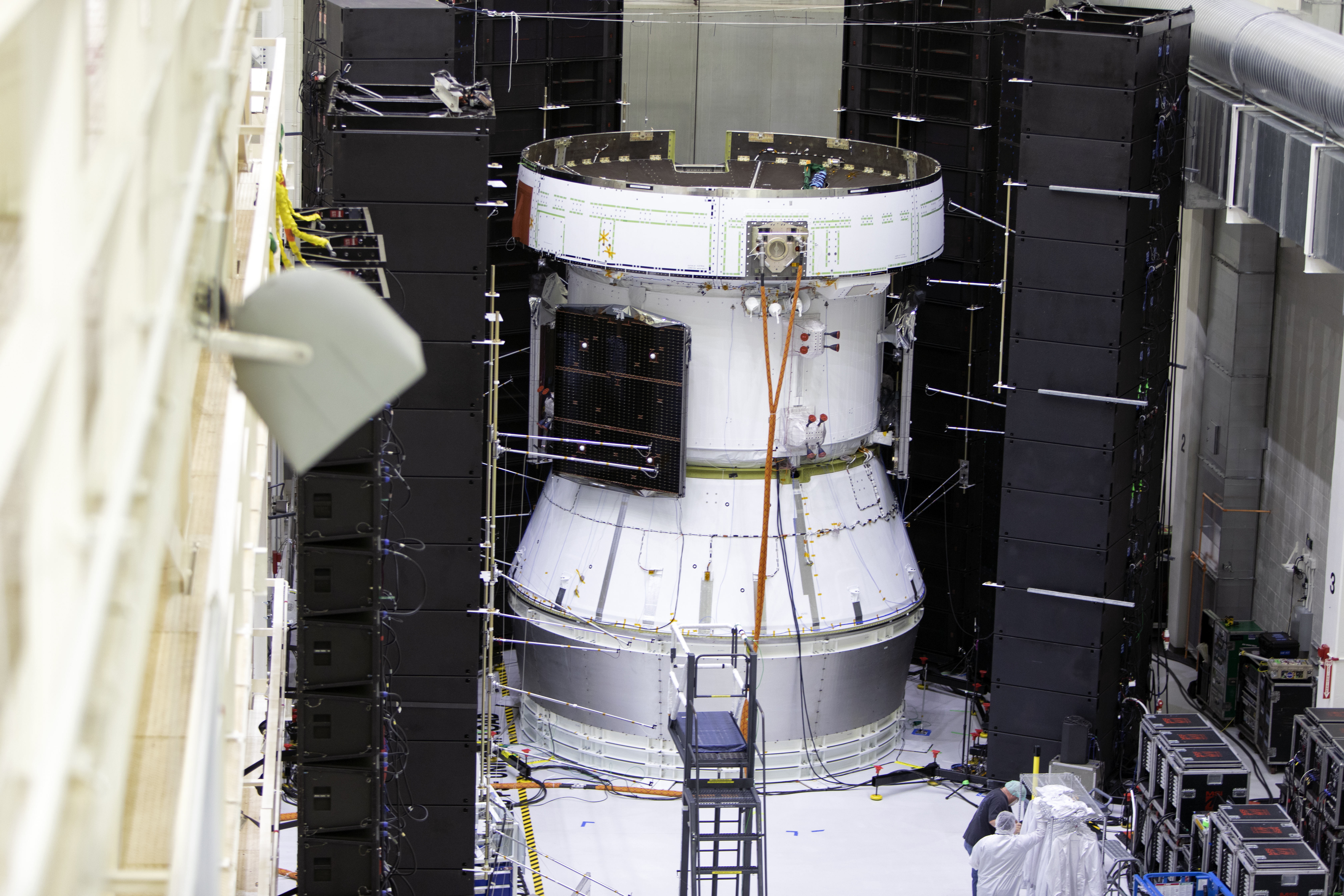
De Europese servicemodule voor Artemis 1 wordt in mei 2019 akoestisch getest

Een evaluatie van het Constellationprogramma in 2009 door de nieuwe Augustine-commissie, ingegeven door de nieuwe regering-Obama, had uitgewezen dat het ontwikkelingsprogramma voor de servicemodule vijf jaar later al vier jaar achterliep op het maandoel voor 2020 en jammerlijk ondergefinancierd was. Het enige element dat de moeite waard was om door te gaan, was het Crew Exploration Vehicle in de rol van een ontsnappingscapsule van het ruimtestation.
Dit leidde er in 2010 toe dat de administratie het programma annuleerde door de financiering in de voorgestelde begroting voor 2011 te schrappen. Publieke verontwaardiging leidde ertoe dat het programma werd bevroren in plaats van volledig geannuleerd en er werd een evaluatie gelanceerd naar hoe de kosten konden worden verlaagd, waaruit bleek dat het mogelijk was om door te gaan op voorwaarde dat alternatieve financiering werd gevonden, de complexiteit werd verminderd door zich te concentreren op de maan en "deep space" in plaats van op Mars, en bestaande hardware werd hergebruikt. Hierdoor zou het scala aan apparatuur dat moet worden ontwikkeld, worden verkleind. 
De Ares I-draagraket bedoeld voor bemanningsvluchten had aanzienlijke ontwerpproblemen, zoals overgewicht en vatbaarheid voor gevaarlijke trillingen, en in het geval van een catastrofale storing overschreed de straal van de ontploffing het bereik van het ontsnappingssysteem.  het Orion-lanceervoertuig werd vervangen door het Space Launch System en de drie verschillende Crew Exploration Vehicle-ontwerpen werden samengevoegd tot één Multipurpose Crew Exploration Vehicle.
In mei 2011 kondigde de directeur-generaal van het Europese Ruimtevaartagentschap (ESA) een mogelijke samenwerking met NASA aan om te werken aan een opvolger van ESA's Automated Transfer Vehicle (ATV). ESA's levering van deze opvolger zou kunnen worden meegeteld voor zijn aandeel van 8% in de bedrijfskosten van het International Space Station (ISS); de ATV-missies die het station bevoorraden, dekten deze verplichting slechts tot 2017. 
Op 21 juni 2012 kondigde Astrium aan dat het twee afzonderlijke studies toegewezen had gekregen om mogelijke toekomstige missies te evalueren, voortbouwend op de technologie en ervaring die was opgedaan met de ontwikkeling van ATV en het Columbus-laboratorium. In de eerste studie werd gekeken naar de constructie van een servicemodule die samen met de Orion-capsule zou worden gebruikt. De tweede onderzocht de productie van een veelzijdig multifunctioneel orbitaal voertuig. Elke studie was € 6,5 miljoen waard.
In november 2012 verkreeg ESA de toezegging van haar lidstaten om een ATV-afgeleide servicemodule voor Orion te bouwen, om op de eerste vlucht van het Space Launch System te vliegen, waarmee ESA haar budgettaire verplichting jegens NASA nakomt met betrekking tot het ISS voor de periode 2017-2020. Er werd geen besluit genomen over het leveren van de module voor latere Orion-vluchten.

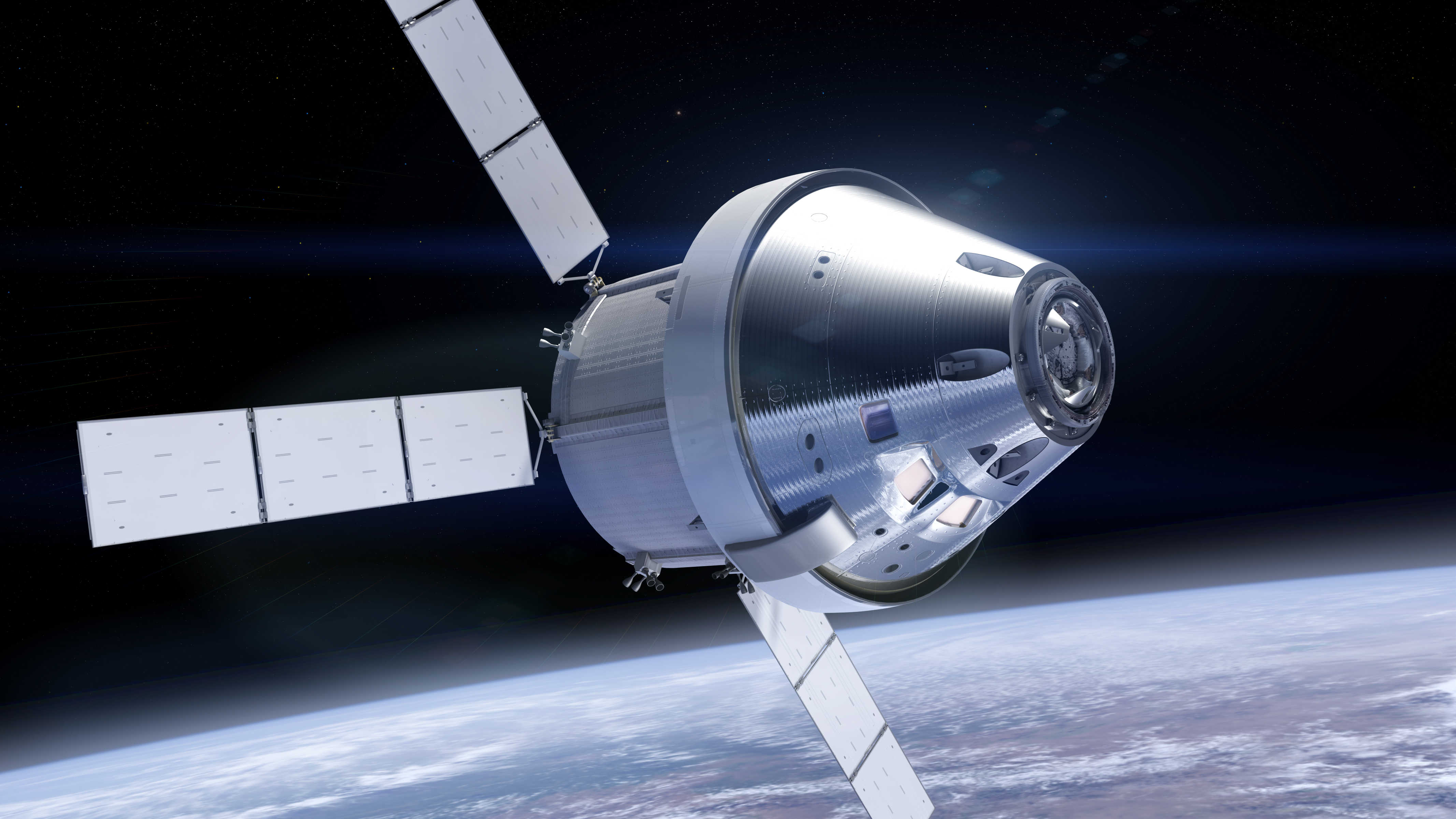
Orion-ruimtevaartuig inclusief de van ATV afgeleide servicemodule

In januari 2013 kondigde NASA de overeenkomst aan dat ESA de servicemodule zou bouwen voor Exploration Mission-1 (omgedoopt tot Artemis 1), op dat moment nog gepland voor 2017. Deze servicemodule was niet vereist voor Exploration Flight Test-1 in 2014, aangezien deze een door Lockheed Martin geleverde testservicemodule gebruikte. Op 17 november 2014 tekende ESA een contract met een vaste prijs van € 390 miljoen met Airbus Defence and Space voor de ontwikkeling en bouw van de eerste op ATV gebaseerde servicemodule. In december 2016 kwamen de lidstaten van ESA overeen dat het zijn verbintenis met het ISS zou verlengen tot 2024 en een tweede servicemodule zou leveren, als onderdeel van de resulterende budgettaire verplichting.
Het nieuwe ontwerp is ongeveer 5,0 meter in diameter en 4.0 meter lang en gemaakt van een aluminium-lithiumlegering.
Het nieuwe ontwerp voor de zonnepanelen, ter vervanging van ATK's tienhoekige (zgn. "circulaire") UltraFlex-ontwerp, is van Airbus Defence and Space, wiens dochteronderneming Airbus Defence and Space Netherlands (toen bekend als Dutch Space) de X-vormige reeks van vier panelen van de ATV bouwde. De array van de ATV genereerde 4,6 kilowatt. De geüpgradede versie voor de servicemodule zal ongeveer 11 kilowatt genereren, en zal eens ontplooid ongeveer 19 meter meten.
In september 2015 tekende Thales Alenia Space een contract met Airbus Defence and Space voor de ontwikkeling en productie van thermomechanische systemen voor de servicemodule, inclusief structuur en bescherming tegen micrometeoroïden, thermische controle en opslag en distributie van verbruiksartikelen.

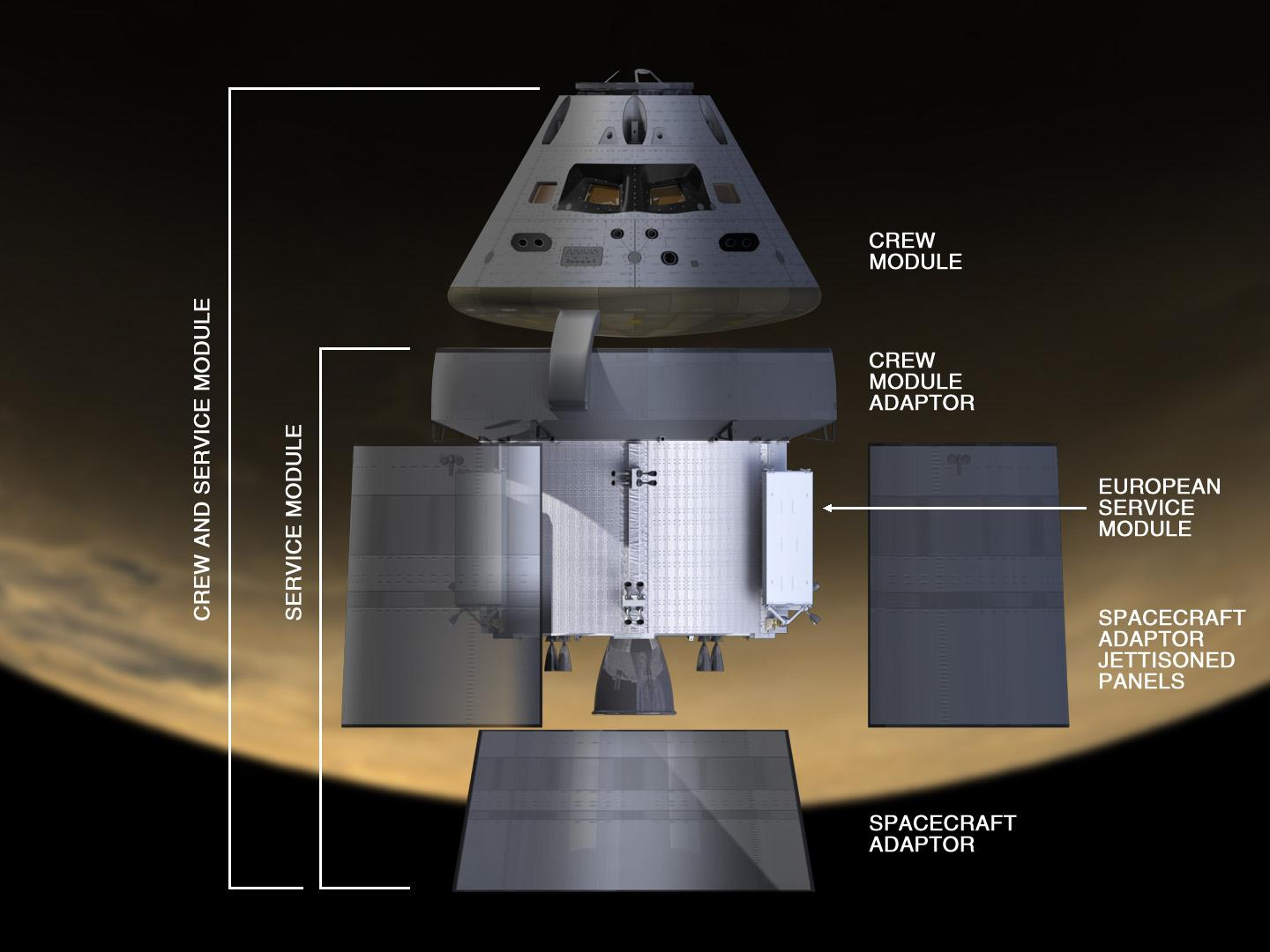
Servicemodule afgebeeld met de bemanningsmodule, adapters en stroomlijnkap-panelen

Lockheed Martin bouwt de twee adapters die de servicemodule verbinden met de bemanningsmodule en met de bovenste trap van het Space Launch System, en ook de drie stroomlijnkappen die worden afgestoten eens ze de servicemodule hebben beschermd tijdens lancering en opstijging.
Op 16 februari 2017 werd een contract van € 200 miljoen getekend tussen Airbus en het Europees Ruimtevaartagentschap voor de productie van een tweede Europese servicemodule voor gebruik op de eerste bemande Orion-vlucht.

#### Vanaf 2018
Op 26 oktober 2018 werd de eerste unit voor Artemis 1 volledig geassembleerd in de fabriek van Airbus Defence and Space in Bremen.
De hoofdmotor van de Artemis 1-servicemodule zal een Space Shuttle Orbital Maneuvering System (OMS) AJ10-190-motor zijn die is overgebleven van het Space Shuttle-programma, waarin hij op 19 missies vloog en 89 keer ontstoken werd. Het is de bedoeling dat de OMS zal worden gebruikt voor de eerste drie (of vijf) servicemodules en er worden vier alternatieve motorontwerpen overwogen voor latere vluchten, waaronder de AJ10-118k. Deze werd origineel gebruikt voor de tweede trap van de Delta II en is een lichtere en krachtigere versie in dezelfde AJ10-motorenfamilie die begon met de Vanguard.

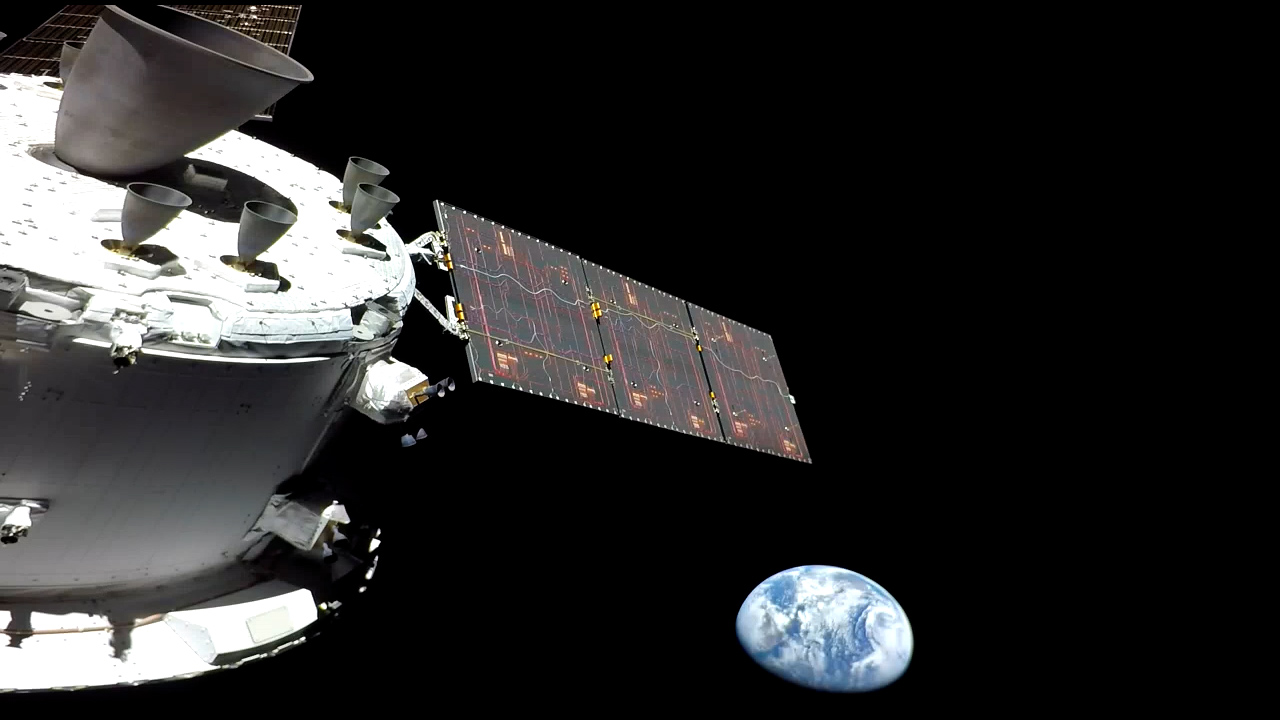
Artemis I-zelfportret in de ruimte met uitgeklapt zonnepaneel

In vergelijking met de Apollo-commando- en servicemodule, die voorheen astronauten naar de maan bracht, wekt de Europese servicemodule ongeveer twee keer zoveel elektriciteit op (11,2 kW versus 6,3 kW), weegt ze bijna 40% minder bij volle brandstoftank (15.461 kg versus 24.520 kg) en is ze ongeveer even groot (4 m lang zonder motor en 4,1 m versus 3,9 m in diameter). Ze verzorgt de klimaatcontrole voor een iets (45%) groter bewoonbaar volume aan boord van de bemanningsmodule (8,95 m³ versus 6,17 m³), hoewel ze 50% minder drijfgas zal vervoeren voor orbitale manoeuvres (8.600 kg bruikbaar drijfgas vs 18.584 kg).
De ESM zal een bemanning van vier 21 dagen kunnen ondersteunen, tegenover de 14 dagen voor een driekoppige bemanning ten tijde van Apollo.
In november 2019 keurden ESA-lidstaten de financiering van ESM's voor Artemis 3 en 4 goed. In mei 2020 werd het contract getekend tussen Airbus en het Europees Ruimtevaartagentschap voor de productie van een derde Europese Service Module.
In oktober 2020 ondertekenden ESA en NASA een memorandum van overeenstemming waarin is opgetekend dat ESA de servicemodules ESM-4 en ESM-5 zal leveren als haar deelname aan de Gateway, en in ruil zullen tussen 2025 en 2030 drie Europese astronauten een plek krijgen in een missie naar de maan.
In februari 2021 werd het contract ondertekend tussen Airbus en het Europees Ruimtevaartagenschap voor de levering van ESM-4, ESM-5 en ESM-6.

## Specificaties
| Dimensies                | lengte: 4 meter, diameter: 4,1 m exclusief zonnepanelen, 5,2 m opgeborgen, 19 m met zonnepanelen uitgerold                                                         |
| Primaire motor           | 1 Space Shuttle Orbital Manoeuvreersysteem met 26,6 kN stuwkracht voor ESM-1 tot ESM-6 1 Nieuwe Aerojet Orion Main Engine (OME) voor ESM-7                         |
| Secundaire motor         | 8 x 490 N Aerojet R-4D-11 Auxiliary Thrusters met 3,92 kN stuwkracht                                                                                               |
| manoeuvreer-stuwraketten | 24 x 220 N stuwkracht Airbus Reaction Control System-motoren in zes pods van vier                                                                                  |
| Drijfgascapaciteit       | 9.000 kg brandstof in vier drijfgastanks van 2.000 liter, 2 gemengde stikstofoxiden (MON) en 2 monomethylhydrazine (MMH). De bruikbare brandstoflading is 8.600 kg |
| Stroomopwekking          | 11,2 kW uit 4 vleugels van 7.375 m met elk 3 zonnepanelen |
| Totale lanceringsmassa   | 13.500 kg voor de maanmissie, inclusief 240 kg water in vier tanks, 90 kg zuurstof in drie tanks, 30 kg stikstof in één tank, 8.600 kg bruikbare brandstof         |
| Laadvermogen             | Laadvermogen tot 380 kg en een laadvolume tot 0,57 kubieke meter                                                                                                   |
| Materialen               | Aluminiumlegering (structuur), roestvrij staal, titanium (tankmateriaal), Kapton (isolatie), en koper (elektrische en mechanische componenten).                    |

## Europese Service Module-modellen
| Model       | Missie                         | Naam   | Status                                                       | Kader            |
| STA         | Structureel testmodel          |        | Gebruikt voor structurele tests in Plum Brook Station, Ohio. |                  |
| PQM         | Kwalificatiemodel voortstuwing |        | Gebruikt voor voortstuwingstests in White Sands, New Mexico. |                  |
| ESM-1       | Artemis I                      | Bremen | Missie voltooid, gelanceerd op 16 november 2022              | ISS-ruilhandel   |
| ESM-2       | Artemis II                     |        | In NASA KSC (O&C)                                            | ISS-ruilhandel   |
| ESM-3       | Artemis III                    |        | Integratie in Airbus Bremen.                                 | ISS-ruilhandel   |
| ESM-4       | Artemis IV                     |        | Integratie in Airbus Bremen.                                 | poort            |
| ESM-5       | Artemis V                      |        | Primaire structuur in Thales Alenia Spazio Turijn.           | poort            |
| ESM-6       | Artemis VI                     |        | Items met een lange lead in productie.                       | ISS-ruilhandel   |
| ESM-7 tot 9 | Artemis VII tot IX             |        | In onderhandeling tussen ESA en Airbus.                      | Nader te bepalen |